# Manfred von Richthofen (général)
Pour les articles homonymes, voir Manfred von Richthofen (homonymie).
Manfred Karl Ernst Freiherr von Richthofen (né le 24 mai 1855, mort le 28 novembre 1939) est un général allemand titulaire de l'ordre Pour le Mérite.

## Biographie

### Premières années
Richthofen, descendant de la famille noble du même nom, rejoint dans le 4e régiment de cuirassiers (de) comme Fähnrich le 23 avril 1874. Dans la suite de sa carrière militaire, Richthofen est affecté au commandement du régiment des Gardes du Corps le 22 avril 1902, et en est nommé commandant le 10 juin 1903, avec promotion simultanée au grade de lieutenant-colonel. En même temps, il devient également adjudant d'aile de Guillaume II. Le 10 avril 1905, il est promu colonel et le 21 mars 1908, il prend le commandement de la 2e brigade de cavalerie de la Garde à Potsdam. Puis il est promu le 20 avril 1910 général de division et le 18 février 1913 lieutenant général. Cette promotion s'accompagne de sa nomination au poste de commandant de la division de cavalerie de la Garde à Berlin. Du 18 février 1913 au début de la guerre, Richthofen est commandant de la 6e division d'infanterie.

### Première Guerre mondiale
Lors de la mobilisation en 1914, et jusqu'en 1916, il est le commandant du 1er corps de cavalerie. En novembre 1914 son corps est encerclé dans la poche de Łowicz, en Pologne, mais les unités encerclées, parmi lesquelles se trouvent également la 3e division de la Garde et des éléments de la 72e brigade d'infanterie, parviennent à se dégager le 24 novembre 1914, près de Brzeziny, en direction de l'est.
En septembre 1916, von Richthofen reçoit le commandement par intérim du corps des Beskides et, à partir du mois de novembre, du 25e corps de réserve. En mars 1917 on lui confie le commandement du Generalkommando 53, poste qu'il conserve jusqu'en janvier 1918.
Le 18 janvier 1918 il se voit remettre l'ordre Pour le Mérite.

### Famille
Il est l'oncle et le père adoptif du Generalfeldmarschall Wolfram von Richthofen, né en 1895.

## Honneurs et distinctions
- Ordre de l'Aigle rouge 2e classe avec feuilles de chêne
- Ordre de la Couronne prussien 2e classe avec étoile
- Chevalier de l'Ordre protestant de Saint-Jean
- Croix de service prussienne
- Croix d'honneur de la Principauté Reuss branche cadette 1re classe avec couronne
- Croix du Mérite militaire de la Principauté de Waldeck-Pyrmont 3e classe
- Ordre du Mérite de la Principauté de Waldeck-Pyrmont 1re classe
- Croix de chevalier de l'Ordre de la Couronne de Wurtemberg avec lions
- Ordre de Saint-Alexandre bulgare
- Ordre de la Couronne d'Italie
- Croix de chevalier de l'Ordre de François-Joseph austro-hongrois
- Ordre du Lion et du Soleil perse
- Ordre de Sainte-Anne russe 1re classe
- Ordre du Mérite militaire espagnol 3e classe
- Croix de fer (1914) 2e et 1re classe
- Croix "Pour le Mérite", obtenue le 19 janvier 1918